# Lessopodobne pyły jedomowe
Lessopodobne pyły jedomowe – odmiana peryglacjalnych utworów lessopodobnych.
Wyróżniane są w północno-wschodniej Syberii, gdzie występują od 65° do 75° szerokości geograficznej. Rozróżnia się ich typ arktyczny i subarktyczny. Tworzą się w klimacie kontynentalnym, przy niskich średnich opadach rocznych (poniżej 250, a nawet 150 mm) i temperaturze od -20 °C do -10 °C, w zasięgu wieloletniej zmarzliny.
Pokłady pyłów jedomowych posiadają miąższość dochodzącą do kilkudziesięciu metrów, a lód stanowi w nich od 50 do 90% objętości. Po wytopieniu lodu nie tworzą ciągłych pokryw lessowych, a jedynie ostańce w formie pagórków. Występowanie materiałów pochodzenia wulkanicznego w ich składzie mineralnym świadczyć ma o ich eolicznym pochodzeniu. Ich akumulacja na jedomach następować ma w wyniku transportu przez wiatry antycyklonu arktycznego.
Utwory te są bogate w związki organiczne (2% ich masy stanowi węgiel). Ilość węgla uwięzionego w tym typie wiecznej zmarzliny jest znacznie wyższa niż przypuszczano dawniej i może wynosić ok. 500×109 ton, czyli 100 razy więcej niż ilość węgla wprowadzanego co roku do powietrza w wyniku spalania paliw kopalnych.
Utwory jedomowe zajmują obecnie ponad milion km² i wielu rejonach osiągają 10 m grubości. Podczas ostatniego maksimum glacjalnego poziom morza był niższy o 120 m od obecnego, dzięki czemu pyły jedomowe pokryły znaczną część odsłoniętego szelfu kontynentalnego północno-wschodniej Eurazji. Pod koniec epoki lodowcowej, na przełomie Plejstocenu i Holocenu, utwory te zostały zalane i zaczęły topnieć, w rezultacie czego powstałe jeziora termokrasowe stały się źródłem od 33 do 87% swobodnego metanu atmosferycznego.